# Acción Global de los Pueblos
Acción Global de los Pueblos (también conocido por la sigla AGP, PGA en lengua inglesa) es un movimiento social radical organizado bajo una red informal, que mantiene campañas populares y acciones directas como protesta a la globalización y el capitalismo y por la justicia ambiental y social. La AGP es importante en Internet por su comunicación y solidaridad con el movimiento antiglobalización.
Esta nueva plataforma proveyó un espacio político (no necesariamente físico) para acciones descentralizadas y globales, y sirvió como instrumento de comunicación y de coordinación de grupos de activistas de tendencias socialistas y ecologistas (cuyas propuestas oscilan entre el proteccionismo y el comunitarismo), especialmente entre finales del siglo XX e inicios del siglo XXI.

## Historia
Entre los días 23 y 25 de febrero de 1998, se encontraron en Ginebra movimientos de todos los continentes. En ese espacio físico crearon una coordinación mundial de movimientos contrarios al mercado globalizado, una alianza designada como Acción Global de los Pueblos.
La primera reunión de coordinación mundial de las luchas locales, simultáneamente con la conferencia ministerial de la OMC, en mayo de 1998, Ginebra, fue un gran suceso: muchas manifestaciones diferentes tuvieron lugar tales como acciones y manifestaciones globales, y esto en cinco continentes, entre los días 16 y 20 de mayo.
Los documentos que definen a la AGP son: sus cinco principios, sus principios de organización y su manifiesto. En la 2ª Conferencia Internacional de la AGP realizada en Bangalore, en la India, en agosto de 1999, los 5 principios fueron corrigidos para reflejar las discusiones acerca de la aclaración de las diferencias en relación con los antiglobalizadores de derecha. Un nuevo principio número 2 fue introducido.
En Cochabamba, Bolivia, en septiembre de 2001 fue realizada la 3ª de las Conferencias de la AGP los documentos fueron revisados por última vez. En octubre de 2005 fue realizada en Haridwar, India, una Consulta con presencia de los delegados para la preparación de la 4ª Conferencia de la Acción Global de los Pueblos.

## Principios
Modificado en la 3ª Conferencia de la AGP en Cochabamba (Bolivia).
1. Una repulsa más clara al capitalismo, al imperialismo, al feudalismo y a todo acuerdo comercial, instituciones y gobiernos que promueven una globalización destructiva.
2. Repulsamos todas las formas y sistemas de dominación y de discriminación incluyendo el patriarcado, el racismo y el fundamentalismo religioso de todos los credos. Nosotros abrazamos la plena dignidad de todos los seres humanos.
3. Una actitud de confrontación, pues no acreditamos que el diálogo pueda tener algún efecto en organizaciones tan profundamente antidemocráticas y tendenciosas, en las cuales el capital transnacional es el único sujeto político real.
4. Un clamado a la acción directa, a la desobediencia civil y al apoyo a las luchas de los movimientos sociales, proponiendo formas de resistencia que maximicen el respeto a la vida y a los derechos de los pueblos oprimidos, así como, la construcción de alternativas locales al capitalismo global.
5. Una filosofía organizativa basada en la descentralización y en la autonomía.